# Luc Standaert
Luc Standaert is een Belgisch journalist en voormalig bestuurder.

## Levensloop
Beroepshalve is Standaert journalist op de politieke redactie van Het Belang van Limburg.
In 1999 werd hij aangesteld als eerste voorzitter van de in de schoot van de Algemene Vereniging van Beroepsjournalisten in België (AVBB) in februari 1998 nieuw opgerichte Vlaamse Vereniging van Journalisten (VVJ), de beroepsvereniging van de Vlaamse journalisten. Deze functie oefende hij uit tot februari 2003. Hij werd in deze hoedanigheid opgevolgd door Josse Abrahams. Vanuit deze hoedanigheid was hij tevens, samen met Philippe Leruth, co-voorzitter van de AVBB.
Na het ontslag van Josse Abrahams als voorzitter van de VVJ in juni 2003 werd Standaert aangesteld als waarnemend voorzitter. In oktober 2003 werd hij opgevolgd door Marc Van de Looverbosch, tot dan ondervoorzitter van de VVJ.